# Cesta I. triedy 76
Die Cesta I. triedy 76 (slowakisch für ‚Straße 1. Ordnung 76‘), kurz I/76, ist eine Straße 1. Ordnung in der Slowakei. Sie befindet sich in der West-Mitte des Landes und verbindet die Stadt Štúrovo an der Donau mit dem Ort Hronský Beňadik, wo ein Anschluss an die Schnellstraße R1 besteht. Die Straße kann als „Untergrantalstraße“ bezeichnet werden, da sie vollständig dem unteren Flusslauf des Hron (Gran) an dessen rechten Ufer folgt.

## Verlauf
Die Straße beginnt in Štúrovo und verläuft auf ganzem Verlauf Richtung Norden, zumeist durch das Donautiefland. Ausgenommen von Štúrovo, die einzige Stadt direkt auf der Trasse ist Želiezovce. In Kalná nad Hronom besteht ein Abzweig zur Bezirksstadt Levice, 8 km nach Osten. In unmittelbarer Nähe von Kalná nad Hronom befindet sich das Kernkraftwerk Mochovce. Eine weitere Stadt ist Tlmače, deren Ortskern allerdings am linken Ufer des Hron liegt. Beim Ende bei Hronský Beňadik endet das Tiefland und die Schemnitzer Berge und der Pohronský Inovec befinden sich auf der Ost- bzw. Westseite.